# Nanceen Perry
Nanceen Lavern Perry (* 19. April 1977 in Fairfield, Texas) ist eine US-amerikanische Leichtathletin, die um die Jahrtausendwende als Sprinterin in Erscheinung trat. Sie startete für die Texas Longhorns der University of Texas at Austin und hatte bei 1,76 m Körpergröße ein Wettkampfgewicht von 68 kg.
Perry gewann vier Meistertitel: 
- 1997: Hochschulhallenmeisterschaft 200 m in 23,10 s
- 1998 und 1999: Hochschulmeisterschaft 4 × 100 m
- 2000: Hallenmeisterschaft 200 m in 22,65 s

Am 5. Juni 1999 lief sie in Boise mit 11,15 s persönliche Bestzeit über 100 Meter. Bei den Ausscheidungen für die Olympischen Spiele 2000 kam sie mit 11,18 s zwar nur auf Platz 6, konnte sich dafür aber in 22,38 s als Dritte über 200 Meter qualifizieren. An diese Leistung kam sie in Sydney nicht mehr heran und musste in mäßigen 23,16 s als Letzte ihres Semifinales die Konkurrenz vorzeitig beenden. 
Als Mitglied der US-amerikanischen 4-mal-100-Meter-Staffel, die in der Besetzung Chryste Gaines, Torri Edwards, Nanceen Perry als 3. Läuferin und Marion Jones hinter den Teams von den Bahamas (Gold in 41,95 s.) und aus Jamaika (Silber in 42,13 s) in 42,20 s auf Platz 3 kam, gewann sie Bronze. Die Medaille wurde ihr und den übrigen Läuferinnen, nachdem Marion Jones des Dopings überführt worden war, zunächst aberkannt, später jedoch aufgrund einer erfolgreichen Klage zurückgegeben.
Nanceen Perry ist heute als Schulpsychologin in Mexia tätig. 